# Josef Priller (General)
Josef Priller (* 9. September 1944 in Kirchdorf am Haunpold) ist ein deutscher Generalmajor außer Dienst der Luftwaffe der Bundeswehr.

## Leben
Priller machte 1964 seine Grundausbildung bei der Bundeswehr.
Er absolvierte von 1976 bis 1978 den 21. Generalstabslehrgang Luftwaffe an der Führungsakademie der Bundeswehr in Hamburg, wo er zum Offizier im Generalstabsdienst ausgebildet wurde. 
1996 wurde er zum stellvertretenden Befehlshaber und General für nationale und territoriale Aufgaben im Wehrbereich VI mit Sitz in München ernannt; ihm waren die Gebirgsjägereinheiten unterstellt. Von Dezember 1998 bis Mitte Juni 1999 wurde er ins Hauptquartier der internationalen SFOR-Truppen in Sarajevo versetzt. Im Herbst 1999 wurde er im Dienstgrad Brigadegeneral Leiter der Unteroffizierschule der Luftwaffe in der Marseille-Kaserne in Appen in Schleswig-Holstein. Im Herbst 2001 wurde er Befehlshaber des neu aufgestellten Wehrbereichskommandos III in Erfurt. Dies war sein letzter Dienstposten, bevor er mit Ablauf des September 2005 in den Ruhestand versetzt wurde.
Priller ist verheiratet und hat zwei Söhne.